# 周智郡
- 令制国一覧 > 東海道 > 遠江国 > 周智郡
- 日本 > 中部地方 > 静岡県 > 周智郡

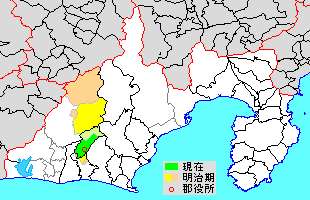
静岡県周智郡の範囲（緑：森町 薄緑：後に他郡から編入した区域 薄黄：後に他郡に編入された区域）

周智郡（しゅうちぐん、すちのこおり）は、静岡県（遠江国）の郡。
人口16,227人、面積133.91km²、人口密度121人/km²。（2025年6月1日、推計人口）
以下の1町を含む。
- 森町（もりまち）

## 郡域
1879年（明治12年）に行政区画として発足した当時の郡域は、現在の行政区画では概ね以下の区域にあたる。
- 浜松市
  - 天竜区の一部（春野町各町・水窪町各町・佐久間町奥領家、上平山）
- 袋井市の一部（村松・山科・久能・鷲巣・春岡・宇刈・上山梨・月見町・可睡の杜）
- 森町の大部分（三倉・嵯塚・牛飼および一宮の一部を除く）

## 歴史

### 中世
南北朝時代の末までに山香郡の大部分を併せた。

### 近世

#### 江戸時代
森町村は1679年（延宝7年）に旗本土屋氏の所領となり、村内西脇に陣屋が置かれた。

### 近代以降の沿革
- 「旧高旧領取調帳」に記載されている明治初年時点での支配は以下の通り。●は村内に寺社領が、○は寺社等の除地（領主から年貢免除の特権を与えられた土地）が存在。（94村）

| 知行         | 知行             | 村数 | 村名 |
| ------------ | ---------------- | ---- | --- |
| 幕府領       | 幕府領           | 33村 | ●○赤根村、●花島村、○牧野村、○峯沢頭村、○赤土村、○河内村、●○高瀬村、●○久保田村、●○里原村、○気田十五七百村、○平木村、●○篠原村、○石打松下村、○田黒村、○筏戸大上村、○田河内村、○川上村、○小俣京丸村、○勝坂村、●○上平山村、西俣村、●○相月村、●○地頭方村、●○奥領家村、中河原新田、下河原新田、○胡桃平村、○大時村、○徳瀬村、●○夜川十五七百村、○山路西東村、○越木平村、○石切村 |
| 幕府領       | 旗本領           | 26村 | ●西別所村、●○鶴松村、●平宇村、中山梨村、●○飯田村、○森町村、●○草ヶ谷村、●粟倉村、●○上川原村、●○石川村、●天宮村、下鴨岡村、○上福田地村、○向天方村、下福田地村、出目村、○田中村、○上萱間村、●下萱間村、●○大久保村、●鴨岡村、戸綿村、●天方村、●谷崎村、●○宮代村、●○片瀬村                                                                                                  |
| 幕府領       | 幕府領・旗本領   | 2村  | 橘村、●○中田村 |
| 藩領         | 遠江掛川藩       | 18村 | ●○三沢村、●○一色村、●下村、●○馬ヶ谷村、○鍛冶島村、○問詰村、大鳥居村、薄場村、○葛布村、亀久保村、○和泉平村、○堀之内村、●○気田村、●○領家村、○長蔵寺村、○杉村、○植田村、○大日村 |
| 藩領         | 三河挙母藩       | 8村  | 東別所村、○下末本村、上末本村、●○上久野村、中久野村、○下久野村、●○菅ヶ谷村、○谷川村 |
| 藩領         | 遠江横須賀藩     | 3村  | 下山梨村、●城下村、●○村松村 |
| 幕府領・藩領 | 旗本領・横須賀藩 | 2村  | ●市場村、●○上山梨村 |
| 幕府領・藩領 | 掛川藩・横須賀藩 | 1村  | ●中村 |
| その他       | 寺社領           | 1村  | 山住村 |

- 1868年（慶応4年）
  - 5月24日 - 徳川宗家が駿河府中藩に転封。それにともない遠江・駿河・伊豆国内で領地替えが行われ、挙母藩領が美作国勝北郡に転封。幕府領・旗本領が消滅。
  - 9月5日 - 横須賀藩が安房花房藩に転封。
  - 以上の変更により、全域が府中藩の管轄となる。
- 1871年（明治4年）
  - 7月14日 - 廃藩置県により静岡県の管轄となる。
  - 11月15日 - 第1次府県統合により浜松県の管轄となる。
- 1872年（明治5年）（92村）
  - 下河原新田が森町村に合併。
  - このころ中河原新田が森町村に合併されたとみられる。
- 1874年（明治7年）（88村）
  - 三沢村・一色村・馬ヶ谷村・大日村・中村が合併して宇刈村となる。
- 1875年（明治8年）（77村）
  - 菅ヶ谷村が山名郡国本村の合併に参加し、郡より離脱。
  - 赤根村・出目村・大久保村・谷崎村・宮代村・片瀬村が合併して五川村となる。
  - 中山梨村・下山梨村が合併して山梨村となる。
  - 田中村・谷川村が合併して谷中村となる。
  - 下村・市場村が合併して春岡村となる。
  - 東別所村・下末本村・上末本村が合併して鷲巣村となる。
- 1876年（明治9年）（53村）
  - 8月21日 - 第2次府県統合により静岡県の管轄となる。
  - 峯沢頭村・赤土村・徳瀬村が合併して砂川村となる。
  - 河内村・高瀬村・久保田村・里原村・平木村・夜川十五七百村が合併して宮川村となる。
  - 篠原村・勝坂村・山路西東村・植田村が合併して豊岡村となる。
  - 西別所村・鶴松村・平宇村・山梨村が合併して山科村となる。
  - 粟倉村・上川原村が合併して円田村となる。
  - 石川村・中田村が合併して中川村となる。
  - 上福田地村・鴨岡村・戸綿村が合併して睦実村となる。
  - 上萱間村・下萱間村が合併して萱間村となる。
  - 上久野村・中久野村・下久野村が合併して久能村となる。
  - 下鴨岡村・下福田地村・天方村が飯田村に、気田十五七百村が気田村に合併。
- 1879年（明治12年）
  - 3月12日 - 郡区町村編制法の静岡県での施行により行政区画としての周智郡が発足。郡役所を森町村に設置。
  - 豊田郡三倉村の所属郡が当郡に変更。（54村）

### 町村制以降の沿革

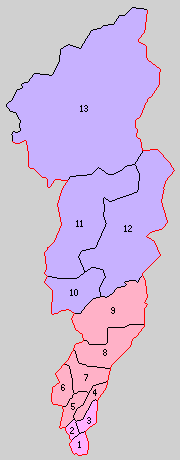
1.久努西村 2.山梨村 3.宇刈村 4.飯田村 5.園田村 6.一宮村 7.森町 8.天方村 9.三倉村 10.犬居村 11.気多村 12.熊切村 13.奥山村（桃：袋井市 紫：浜松市 赤：森町）

- 1889年（明治22年）4月1日 - 町村制の施行により、以下の町村が発足。（1町12村）
  - 久努西村 ← 鷲巣村、久能村、山科村［一部］、山名郡堀越村（現・袋井市）
  - 山梨村 ← 上山梨村、山科村［一部］、豊田郡沖山梨村（現・袋井市）
  - 宇刈村 ← 宇刈村、春岡村（現・袋井市）
  - 飯田村 ← 飯田村、睦実村（現・森町）
  - 園田村 ← 谷中村、中川村、草ヶ谷村、円田村、豊田郡牛飼村（現・森町）
  - 一宮村 ← 五川村、豊田郡米倉村（現・森町）
  - 森町 ← 森町村、向天方村、橘村、天宮村、城下村（現・森町）
  - 天方村 ← 大鳥居村、葛布村、西俣村、薄場村、亀久保村、鍛冶島村、問詰村（現・森町）
  - 三倉村（単独村制。現・森町）
  - 犬居村 ← 堀之内村、領家村、和泉平村（現・浜松市）
  - 気多村 ← 気田村、宮川村、豊岡村、小俣京丸村、石切村（現・浜松市）
  - 熊切村 ← 石打松下村、越木平村、筏戸大上村、長蔵寺村、田河内村、田黒村、杉村、川上村、牧野村、砂川村、胡桃平村、大時村、花島村（現・浜松市）
  - 奥山村 ← 奥領家村、相月村、地頭方村、山住村（現・浜松市）
  - 村松村が山名郡久努村の一部となる。
  - 萱間村が豊田郡三川村の一部となる。
  - 上平山村が豊田郡山香村の一部となる。
- 1896年（明治29年）9月1日 - 郡制を施行。
- 1898年（明治31年）3月13日 - 山梨村が町制施行して山梨町となる。（2町11村）
- 1903年（明治36年）12月1日 - 奥山村の一部（相月および奥領家の一部）が分立して城西村が発足。（2町12村）
- 1923年（大正12年）4月1日 - 郡会が廃止。郡役所は存続。
- 1925年（大正14年）5月10日 - 奥山村が町制施行・改称して水窪町となる。（3町11村）
- 1926年（大正15年）7月1日 - 郡役所が廃止。以降は地域区分名称となる。
- 1928年（昭和3年）11月15日 - 犬居村が町制施行して犬居町となる。（4町10村）
- 1948年（昭和23年）9月1日 - 久努西村が磐田郡袋井町と合併して磐田郡袋井町が発足、郡より離脱。（4町9村）
- 1951年（昭和26年）7月1日 - 水窪町・城西村の所属郡が磐田郡に変更。（3町8村）
- 1955年（昭和30年）
  - 1月1日 - 山梨町・宇刈村が合併し、改めて山梨町が発足。（3町7村）
  - 4月1日 - 森町・飯田村・園田村・一宮村・天方村が合併し、改めて森町が発足。（3町3村）
- 1956年（昭和31年）9月30日（3町1村）
  - 森町が三倉村および小笠郡原泉村の一部（炭焼の一部）を編入。
  - 犬居町・熊切村が合併して春野町が発足。
- 1957年（昭和32年）8月1日 - 春野町・気多村が合併し、改めて春野町が発足。（3町）
- 1963年（昭和38年）1月1日 - 山梨町が袋井市に編入。（2町）
- 2005年（平成17年）7月1日 - 春野町が浜松市に編入。（1町）

### 変遷表
| 明治22年4月1日      | 明治22年 - 明治45年         | 大正1年 - 大正15年              | 昭和1年 - 昭和29年                | 昭和30年 - 昭和64年                  | 昭和30年 - 昭和64年         | 平成1年 - 現在              | 現在          |
| ------------------- | --------------------------- | ------------------------------- | --------------------------------- | ------------------------------------ | --------------------------- | --------------------------- | ------------- |
| 森町                | 森町                        | 森町                            | 森町                              | 昭和30年4月1日 森町                  | 森町                        | 森町                        | 森町          |
| 飯田村              | 飯田村                      | 飯田村                          | 飯田村                            | 昭和30年4月1日 森町                  | 森町                        | 森町                        | 森町          |
| 園田村              | 園田村                      | 園田村                          | 園田村                            | 昭和30年4月1日 森町                  | 森町                        | 森町                        | 森町          |
| 一宮村              | 一宮村                      | 一宮村                          | 一宮村                            | 昭和30年4月1日 森町                  | 森町                        | 森町                        | 森町          |
| 天方村              | 天方村                      | 天方村                          | 天方村                            | 昭和30年4月1日 森町                  | 森町                        | 森町                        | 森町          |
| 三倉村              | 三倉村                      | 三倉村                          | 三倉村                            | 三倉村                               | 昭和31年9月30日 森町に編入  | 森町                        | 森町          |
| 小笠郡 原泉村の一部 | 小笠郡 原泉村の一部         | 小笠郡 原泉村の一部             | 小笠郡 原泉村の一部               | 小笠郡 原泉村の一部                  | 昭和31年9月30日 森町に編入  | 森町                        | 森町          |
| 山梨村              | 明治31年3月13日 町制        | 山梨町                          | 山梨町                            | 昭和30年1月1日 山梨町                | 昭和38年1月1日 袋井市に編入 | 平成17年4月1日 袋井市の一部 | 袋井市        |
| 宇刈村              | 宇刈村                      | 宇刈村                          | 宇刈村                            | 昭和30年1月1日 山梨町                | 昭和38年1月1日 袋井市に編入 | 平成17年4月1日 袋井市の一部 | 袋井市        |
| 久努西村            | 久努西村                    | 久努西村                        | 昭和23年9月1日 磐田郡袋井町の一部 | 昭和33年11月3日 市制                 | 袋井市                      | 平成17年4月1日 袋井市の一部 | 袋井市        |
| 犬居村              | 犬居村                      | 犬居村                          | 昭和3年11月15日 町制              | 昭和31年9月30日 春野町               | 昭和32年8月1日 春野町       | 平成17年7月1日 浜松市に編入 | 浜松市 天竜区 |
| 熊切村              | 熊切村                      | 熊切村                          | 熊切村                            | 昭和31年9月30日 春野町               | 昭和32年8月1日 春野町       | 平成17年7月1日 浜松市に編入 | 浜松市 天竜区 |
| 気多村              | 気多村                      | 気多村                          | 気多村                            | 気多村                               | 昭和32年8月1日 春野町       | 平成17年7月1日 浜松市に編入 | 浜松市 天竜区 |
| 奥山村              | 奥山村                      | 大正14年5月10日 町制改称 水窪町 | 昭和26年7月1日 磐田郡             | 磐田郡 水窪町                        | 磐田郡 水窪町               | 平成17年7月1日 浜松市に編入 | 浜松市 天竜区 |
| 奥山村              | 明治36年12月1日 分立 城西村 | 城西村                          | 昭和26年7月1日 磐田郡             | 昭和31年9月30日 磐田郡佐久間町の一部 | 磐田郡 佐久間町             | 平成17年7月1日 浜松市に編入 | 浜松市 天竜区 |

## 行政
| 代 | 氏名       | 就任年月日                 | 退任年月日                 | 備考                                            |
| -- | ---------- | -------------------------- | -------------------------- | ----------------------------------------------- |
| 1  | 足立孫六   | 明治12年（1879年）3月12日  | 明治21年（1888年）7月13日  | [ 4 ]                                           |
| 2  | 片岡忠教   | 明治21年（1888年）7月13日  | 明治23年（1890年）6月23日  | [ 4 ]                                           |
| 3  | 原綬胤     | 明治23年（1890年）7月13日  | 明治26年（1893年）4月22日  | [ 4 ]                                           |
| 4  | 近藤準平   | 明治26年（1893年）4月22日  | 明治31年（1898年）10月30日 | [ 4 ]                                           |
| 5  | 置鹽藤四郎 | 明治31年（1898年）10月30日 | 明治32年（1899年）11月20日 | [ 4 ]                                           |
| 6  | 後藤隆     | 明治32年（1899年）11月20日 | 明治38年（1905年）4月10日  | [ 4 ]                                           |
| 7  | 大澤富士三 | 明治38年（1905年）4月10日  | 明治42年（1909年）2月15日  | [ 4 ]                                           |
| 8  | 水野富三郎 | 明治42年（1909年）2月15日  | 明治43年（1910年）12月26日 | [ 4 ]                                           |
| 9  | 伊藤金治郎 | 明治43年（1910年）12月26日 | 明治44年（1911年）12月28日 | [ 4 ]                                           |
| 10 | 藤田信次郎 | 明治44年（1911年）12月28日 | 大正3年（1914年）5月18日   | [ 4 ]                                           |
| 11 | 太田吾一   | 大正3年（1914年）5月18日   | 大正6年（1917年）10月2日   |                                                 |
| 12 | 遠山驄橘   | 大正6年（1917年）10月1日   | 大正6年（1917年）10月2日   |                                                 |
| 13 | 伊藤政雄   | 大正6年（1917年）10月2日   | 大正11年（1922年）6月29日  |                                                 |
| 14 | 楠島信龜   | 大正11年（1922年）6月29日  | 大正13年（1924年）10月7日  |                                                 |
| 15 | 田浦胖     | 大正13年（1924年）10月7日  | 大正15年（1926年）7月19日  | 大正15年（1926年）6月30日郡役所廃止により、廃官 |